# Soul of a New Machine
Soul of a New Machine är ett album av bandet Fear Factory, utgivet den 25 augusti 1992. Det var det andra albumet gruppens spelade in, efter Concrete, men det första som gavs ut.

## Låtlista
1. "Martyr" - 4:05
2. "Leechmaster" - 3:54
3. "Scapegoat" - 4:33
4. "Crisis" - 3:46
5. "Crash Test" - 3:47
6. "Flesh Hold" - 2:31
7. "Lifeblind" - 3:52
8. "Scumgrief" - 4:07
9. "Natividad" - 1:04
10. "Big God/Raped Souls" - 2:38
11. "Arise Above Oppression" - 1:52
12. "Self Immolation" - 2:47
13. "Suffer Age" - 3:40
14. "W.O.E." - 2:33
15. "Desecrate" - 2:35
16. "Escape Confusion" - 3:59
17. "Manipulation" - 3:30